# District de Moiynkum
Le  district de Moiynkum (kazakh : Мойынқұм ауданы; russe : Жамбылский район) est un district de l'oblys de Djamboul au sud-est du Kazakhstan. 

## Géographie
Son centre administratif est la localité de Moiynkum. 

## Démographie
Sa population est de 32 304 habitants en 2013.